# Consejo (Utuado)
Consejo es un barrio ubicado en el municipio de Utuado en el estado libre asociado de Puerto Rico. En el Censo de 2010 tenía una población de 610 habitantes y una densidad poblacional de 56,35 personas por km².

## Geografía
Consejo se encuentra ubicado en las coordenadas 18°10′40″N 66°40′5″O / 18.17778, -66.66806. Según la Oficina del Censo de los Estados Unidos, Consejo tiene una superficie total de 10.83 km², que corresponden a tierra firme.

## Demografía
Según el censo de 2010, había 610 personas residiendo en Consejo. La densidad de población era de 56,35 hab./km². De los 610 habitantes, Consejo estaba compuesto por el 91.31% blancos, el 2.3% eran afroamericanos, el 0.49% eran amerindios, el 4.75% eran de otras razas y el 1.15% pertenecían a dos o más razas. Del total de la población el 99.02% eran hispanos o latinos de cualquier raza.